# 六里橋 (立交橋)

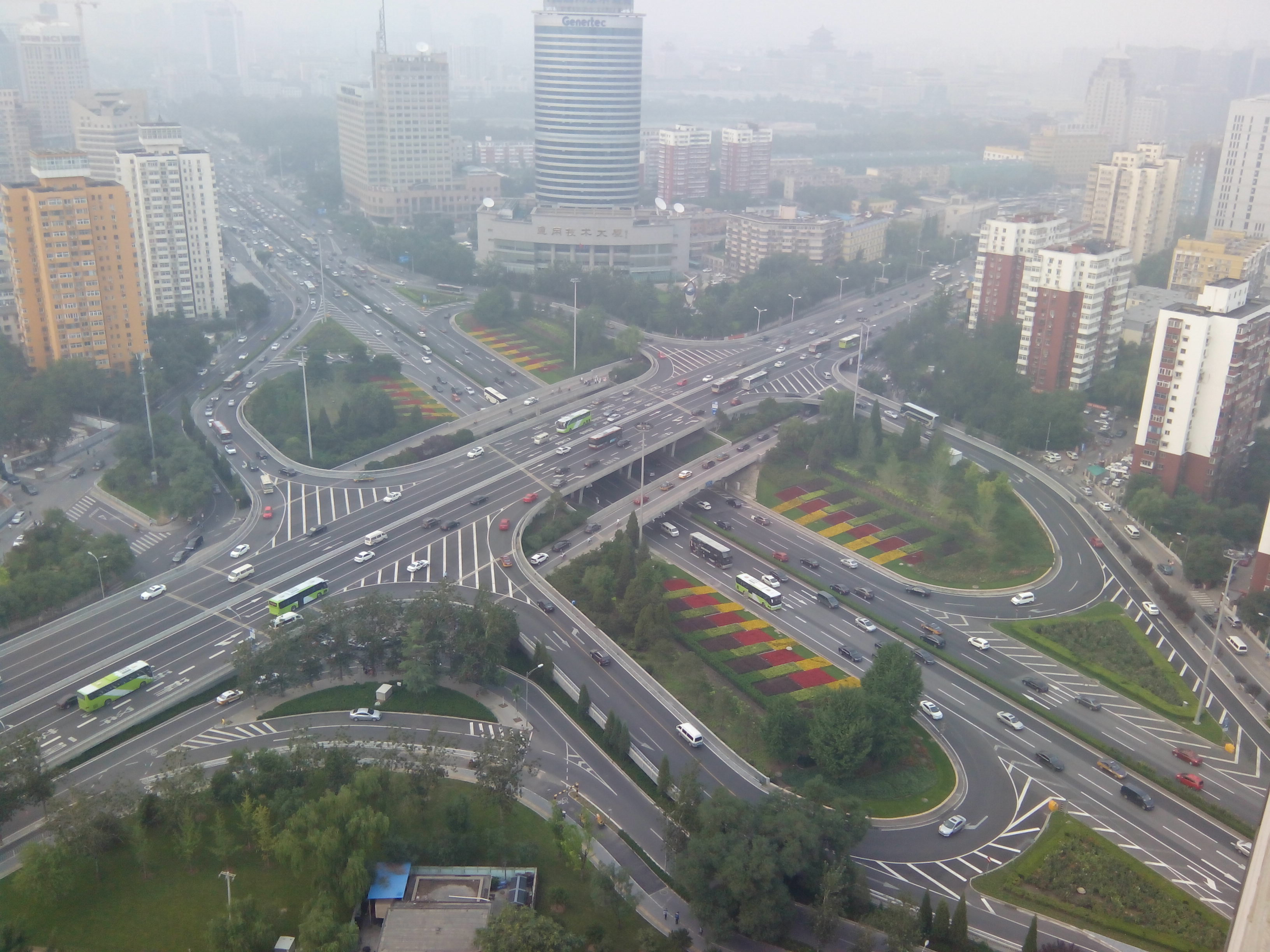
六里桥俯瞰

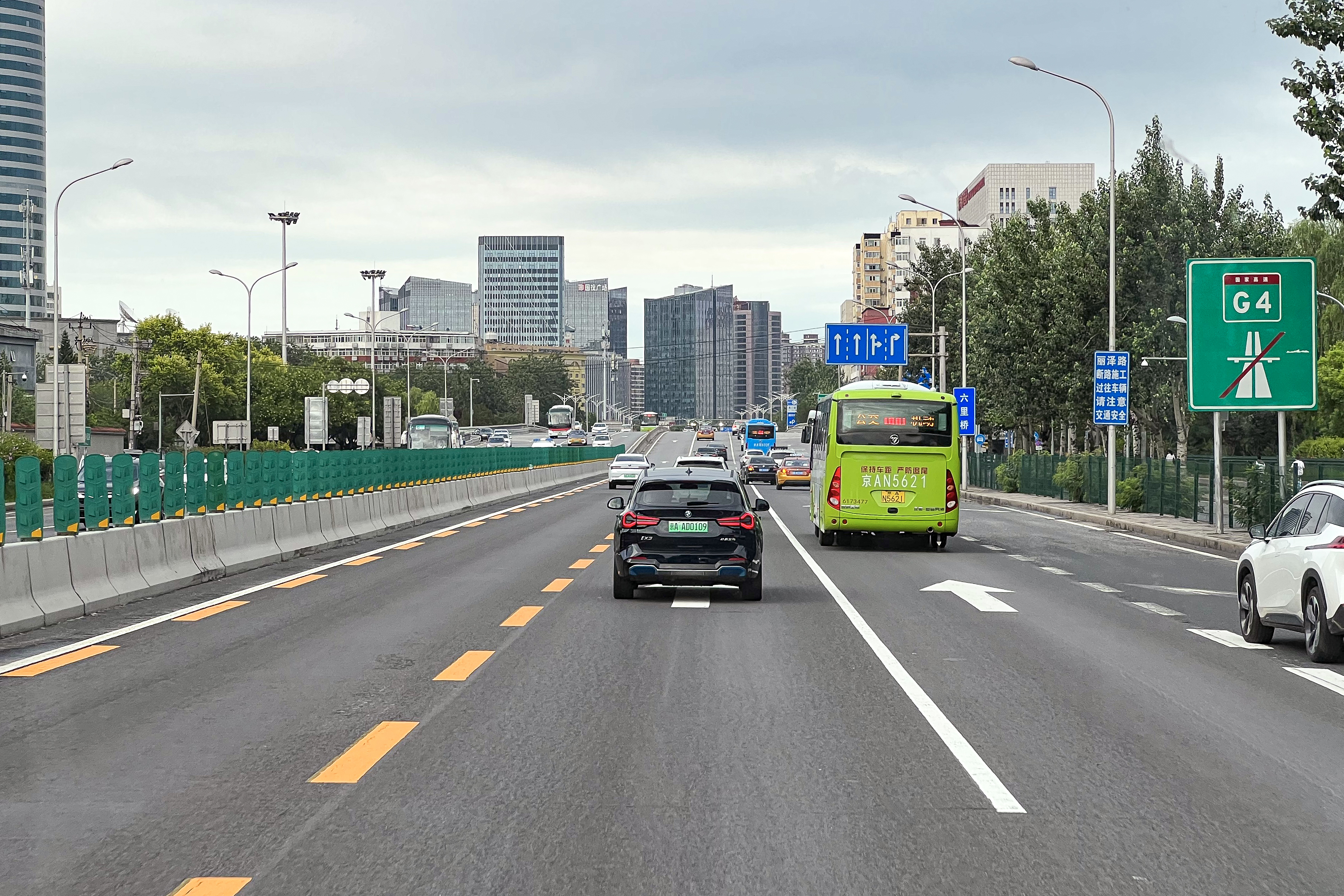
六里桥西侧桥头的京港澳高速公路终点标识

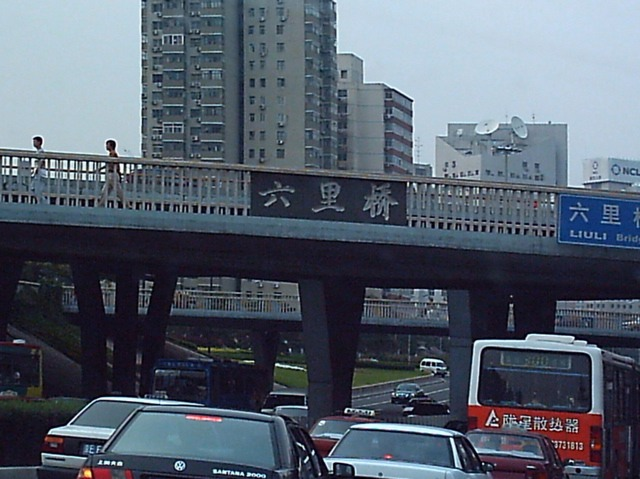
三环路上的六里桥，摄於2004年7月

六里桥，北京三环路上一座立交桥，京石高速公路（京港澳高速公路）的起点。六里桥在20世纪后半叶曾是北京长途汽车的一个主要集散地，西南侧的六里桥客运主枢纽至今仍然有多条长途路线。北京地铁在该桥西侧设六里桥站。
|                         |   | 西三环中路 莲花桥 |   |                 |
|                         |   | ↑                 |   |                 |
| 岳各庄桥 京港澳高速公路 | ← | 六里桥            | → | 广安门桥 广安路 |
|                         |   | ↓                 |   |                 |
|                         |   | 丽泽桥 西三环南路 |   |                 |